# Ouzioua
Ouzioua  (in arabo اوزيوة‎?) è un centro abitato e comune rurale del Marocco situato nella provincia di Taroudant, regione di Souss-Massa. Conta una popolazione di 7 692 abitanti (censimento 2014).